# Morte di David Bowie

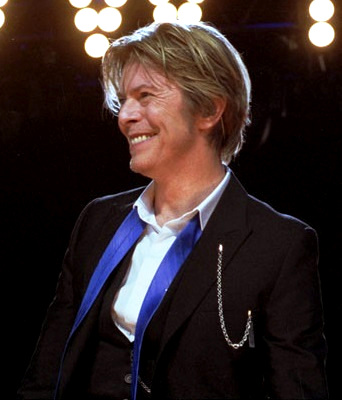
David Bowie a Tinley Park, nell'Illinois, nel 2002

La morte di David Bowie avvenne il 10 gennaio 2016 nella sua casa di Lafayette Street a New York City. Dopo aver sofferto di tumore al fegato per diciotto mesi. Il cantautore e attore inglese morì due giorni dopo l'uscita del suo venticinquesimo album in studio, Blackstar, che coincise con il suo 69º compleanno.
Bowie aveva tenuto segreta la sua malattia e amici e fan furono sorpresi dalla sua morte. I memoriali di fortuna furono creati a Londra, New York City e Berlino; le vendite dei suoi album e dei singoli hanno visto un aumento veramente molto significativo. Molti commentatori hanno notato l'impatto di Bowie su musica, moda e cultura e lo hanno descritto come uno degli artisti musicali tra i più influenti di tutti i tempi. Numerosi musicisti e personaggi pubblici hanno anche espresso il loro dolore.

## Sequenza temporale
A metà del 2014 a Bowie venne diagnosticato un tumore al fegato. Parlò solo alla sua famiglia e ad alcune delle persone con cui stava lavorando in quel momento delle sue condizioni; A Ivo van Hove, con cui Bowie stava collaborando al musical Lazarus, fu detto poco dopo che Bowie stesso lo scoprì. Tony Visconti, amico di Bowie e produttore di molti suoi album, incluso il suo ultimo album, Blackstar, è stato informato a gennaio 2015. Visconti ha ricordato che Bowie era completamente calvo a causa della chemioterapia quando parlavano. Tuttavia, molti musicisti che hanno lavorato con Bowie nel corso degli anni, come Mike Garson, Gerry Leonard, Brian Eno, Nile Rodgers, Reeves Gabrels, Tina Turner, Iggy Pop, Sterling Campbell, Earl Slick e Gail Ann Dorsey, non hanno saputo nulla della sua malattia e furono sorpresi quando Bowie morì.
A metà 2015, si sperava che il cancro fosse regredito, ma a novembre 2015 si era diffuso in tutto il suo corpo, entrando in fase terminale. Era nel bel mezzo delle riprese del video per la sua canzone Lazarus quando fu presa la decisione di porre fine al suo trattamento per il cancro. L'ultima apparizione pubblica di Bowie prima della sua morte è avvenuta alla serata inaugurale del suo musical Lazarus, avvenuta il 7 dicembre 2015. Bowie ha pubblicato il suo ultimo album in studio Blackstar l'8 gennaio 2016, il suo 69º compleanno. Secondo quanto riferito Bowie ha scritto un piano quinquennale per ciò che voleva fare con la sua musica dopo la sua morte.
Bowie è morto il 10 gennaio 2016 e la sua pagina Facebook ufficiale ha pubblicato il messaggio "10 gennaio 2016 - David Bowie è morto serenamente oggi circondato dalla sua famiglia dopo una coraggiosa battaglia di 18 mesi con il cancro. Mentre molti di voi condivideranno questa perdita, vi chiediamo di rispettare la riservatezza della famiglia durante il loro periodo di dolore. "
Il 12 gennaio 2016, secondo la sua volontà, Bowie fu cremato nel New Jersey e le sue ceneri furono disperse secondo i rituali buddisti a Bali, in Indonesia.

## Reazione

### Pubblico
I memoriali di Bowie furono creati in tutto il mondo nelle ore successive alla sua morte. A Brixton, l'area di Londra in cui è nato Bowie, un murale dipinto nel 2013 dall'artista australiano Jimmy C è diventato un santuario in cui i fan hanno lasciato fiori, dischi e messaggi scritti a mano. Il murale raffigura Bowie mentre appare sulla sua iconica copertina dell'album di Aladdin Sane, con una striscia rossa e blu che appare diagonalmente sul suo viso come se fosse stata dipinta su di esso. A Berlino, i fan hanno lasciato fiori fuori dall'appartamento in cui avevano vissuto Bowie e Iggy Pop mentre Bowie ha creato la sua "trilogia berlinese" di album — Low, Heroes and Lodger — alla fine degli anni '70, così come gli album di Pop The Idiot e Lust for Life (prodotto da Bowie). I fiori furono anche lasciati fuori dall'appartamento di Bowie a New York City e accanto alla sua stella sulla Hollywood Walk of Fame a Los Angeles. A Milano, i fan hanno tenuto un servizio commemorativo in flash mob a Colonne di San Lorenzo mentre i fan di Rio de Janeiro hanno reso omaggio a Bowie nel Carnevale di Rio a febbraio. In Giappone, poche ore dopo la morte di Bowie, un fan è stato arrestato per aver minacciato di suicidarsi con un taglierino in pubblico.

### Altri musicisti
Tony Visconti, che ha prodotto numerosi album di Bowie, tra cui la "trilogia di Berlino" e Young Americans, ha scritto: "Ha sempre fatto quello che voleva. E voleva farlo a modo suo e voleva farlo nel modo migliore. La sua morte non era diversa dalla sua vita: un'opera d'arte. Ha fatto Blackstar per noi, il suo regalo d'addio. Per un anno sapevo che sarebbe stato così. Non ero, tuttavia, preparato per questo. Era un uomo straordinario, pieno di amore e vita. Lui sarà sempre con noi. Per ora, è opportuno piangere".
Mick Jagger ha dichiarato: "David è sempre stato un'ispirazione per me e un vero originale. Era meravigliosamente spudorato nel suo lavoro. Abbiamo passato così tanti bei momenti insieme. . . Era mio amico. Non lo dimenticherò mai ". L'amico e collaboratore Iggy Pop lo ha descritto sui social media come "la luce della mia vita", mentre la cantante Madonna ha twittato: "Talento. Unico. Genio. Game Changer" e ha cantato Rebel, Rebel al suo concerto di Houston. Il gruppo rock Queen, con il quale ha collaborato a Under Pressure, ha twittato un link al video della canzone, con le parole: "Questo è il nostro ultimo ballo. . . . "
Elton John ha commentato che "sappiamo tutti quanto sia stimolante. Sappiamo tutti che la sua musica è in piedi. Non dobbiamo dire nulla della musica: parla da sola. Era innovativo, stava cambiando i confini e ha ballato secondo la propria melodia, che in ogni artista è davvero rara". John ha anche eseguito una cover di Space Oddity al Wiltern Theater di Los Angeles due giorni dopo la morte di Bowie.
Kate Bush, nota per aver rilasciato raramente dichiarazioni pubbliche, ha dichiarato a The Guardian in un'intervista: "David Bowie aveva tutto. Era intelligente, fantasioso, coraggioso, carismatico, figo, sexy e veramente stimolante sia visivamente che musicalmente. Ha creato un lavoro così incredibilmente brillante, sì, ma così tanto ed è stato così bello. Ci sono persone fantastiche che fanno un ottimo lavoro ma chi altri ha lasciato un segno come il suo? Nessuno come lui".
The Who hanno ricordato Bowie durante il concerto del 3 marzo 2016 al Madison Square Garden di New York con immagini di Bowie e notando "Ci mancherà il nostro amico, una vera icona di musica e arte e un geniale innovatore".
Debbie Harry disse "Chi non ama Bowie? Un artista visionario, musicista, attore, un uomo completamente rinascimentale che ci ha regalato una lunga lista di canzoni come "Heroes", "Rebel Rebel", "Young Americans", "Diamond Dogs", "The Jean Genie" e alcuni memorabili spettacoli cinematografici come The Man Who Fell to Earth, Basquiat, Labyrinth, The Hunger. Non posso dire abbastanza cose su David Bowie per mostrare quanto lo amo". Paul McCartney, nel frattempo, ha condiviso un'immagine di lui e Bowie insieme su Instagram e ha commentato che "David è stato un grande protagonista e apprezzo i momenti che abbiamo passato insieme. La sua musica ha avuto un ruolo molto importante nella storia della musica britannica e sono orgoglioso di pensare all'enorme influenza che ha avuto sulle persone di tutto il mondo".
Bruce Springsteen ha invece detto "David era un artista visionario e uno dei primi sostenitori della nostra musica. Sempre in evoluzione e all'avanguardia, era un artista di cui invidiavi l'eccellenza. Ci mancherà molto". Nella serata inaugurale di The River Tour 2016 a Pittsburgh il 16 gennaio, Springsteen e la E Street Band hanno aperto il loro bis con una cover di "Rebel Rebel".
Anche Yōko Ono ha commemorato Bowie ricordando l'amicizia con lei e John Lennon, ringraziandolo di essere stato una "figura paterna" per suo figlio dopo la morte di Lennon.

### Personaggi all'infuori della cultura pop

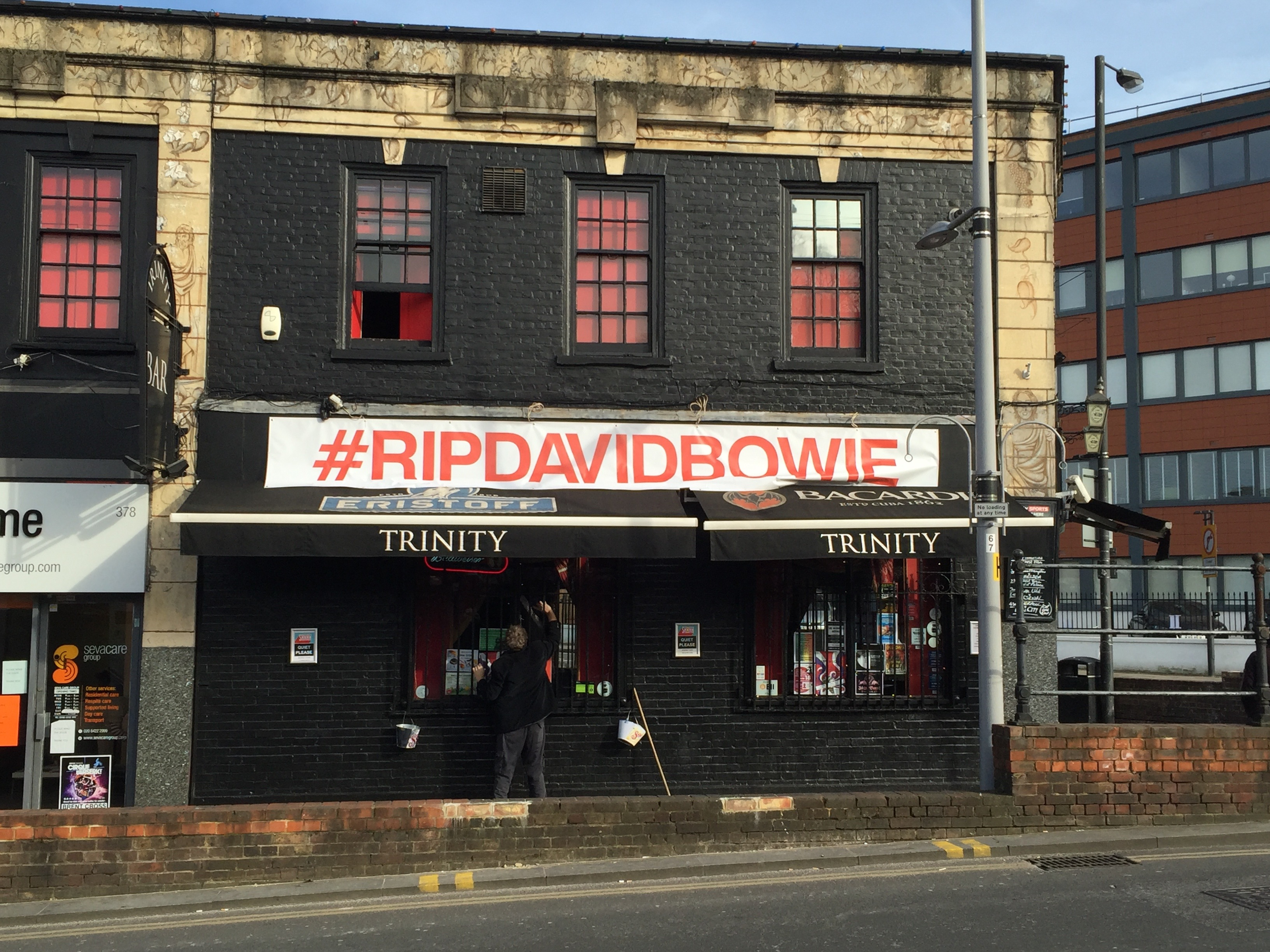
Un'insegna che rende omaggio a David Bowie al Trinity Bar di Harrow, Regno Unito

Il primo ministro britannico David Cameron ha reso omaggio a Bowie, definendolo "un immenso talento britannico" e affermando "musicalmente, creativamente, artisticamente, David Bowie era un genio".
Il cardinale vaticano Gianfranco Ravasi ha twittato alcune parole della canzone di Bowie Space Oddity in memoria del cantante.
Dato il tema astronomico di molte delle sue opere, numerosi astronauti e astronomi omaggiarono, tra cui Chris Hadfield e Neil deGrasse Tyson. La NASA ha twittato "The stars look very different today" dal loro account Twitter ufficiale, citando direttamente "Space Oddity".
Una lettera di ringraziamento a David Bowie in seguito alla morte del cantate, facendo riferimento all'ultimo album Blackstar è stata pubblicata prima sul British Medical Journal  e poi sull' giornali britannico Independent.  Successivamente è stato condiviso dal figlio di Bowie, Duncan Jones.   È stato condiviso nelle notizie di tutto il mondo. La lettera, scritta di Mark Taubert, affronta argomenti come le cure palliative e la pianificazione della fine della vita. La storia di Bowie è diventata un modo per comunicare aspetti importanti della vita e della morte ai pazienti sottoposti a cure palliative.  

## Analisi diBlackstar
L'ultimo album di Bowie, Blackstar, indicato come ★ in copertina, è stato analizzato dopo la sua morte e sono stati discussi numerosi indizi sul destino di Bowie. Il secondo singolo Lazarus dell'album include il testo "Guarda qui, sono in paradiso / ho cicatrici che non si possono vedere", che è apparso in numerose pubblicazioni dopo la sua morte. Si riteneva che anche il titolo dell'album simboleggiasse la morte; è il nome dato a una lesione cancerosa, così come il termine per lo stato di transizione tra una stella collassata e una singolarità. Si ricorda anche il nome di una canzone poco conosciuta sulla morte di uno degli idoli musicali di Bowie, Elvis Presley, che contiene i testi "Quando un uomo vede la sua stella nera, sa che è arrivato il suo momento". Il video di Lazarus mostrava Bowie steso su un letto d'ospedale, mentre una donna, probabilmente la morte, fa capolino da sotto il suo letto; il video termina con Bowie che si chiude in un armadio di legno; per molti sembrava simboleggiare la morte imminente di Bowie.
Sono stati anche esaminati altri testi; la traccia Dollar Days, ad esempio, conteneva la frase "Non credere per un solo istante che ti sto dimenticando / Ci sto provando / sto morendo dalla voglia di farlo". Il titolo e il ritornello del brano finale dell'album, I Can't Give Everything Away, sono stati creduti da alcuni critici per riferirsi a Bowie che tiene privato il suo destino imminente mentre lo accenna a tutto l'album, mentre il suo uso dell'armonica solo da A New Career in a New Town, una traccia strumentale dell'album Low di Bowie del 1977 che si riferisce al suo trasferimento a Berlino, fu considerato un riferimento a Bowie che iniziava un'altra nuova fase della sua vita.

## Impatto sulle vendite
Immediatamente dopo la morte di Bowie, le vendite dei suoi album e dei singoli sono aumentate. Blackstar è rimasto in cima alla classifica degli album per tre settimane, oltre a raggiungere la classifica di Billboard 200 negli Stati Uniti. Blackstar ha anche scalato le classifiche degli album in 24 paesi diversi, tra cui Francia, Germania e anche l'Italia, dove è rimasto al primo posto per una settimana, mentre ha anche conquistato la top 5 in altri sei paesi, tra cui Giappone e Corea del Sud.
I vinili di Bowie sono stati i più venduti del 2016 nel Regno Unito, con cinque suoi album nella Top 30, incluso Blackstar come album di vinile numero uno dell'anno. Secondo BPI, Blackstar probabilmente "avrebbe venduto in grandi volumi" anche se Bowie non fosse morto".